# 饒益神宝

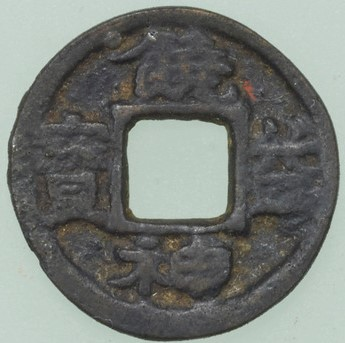
饒益神宝（東京国立博物館所蔵）

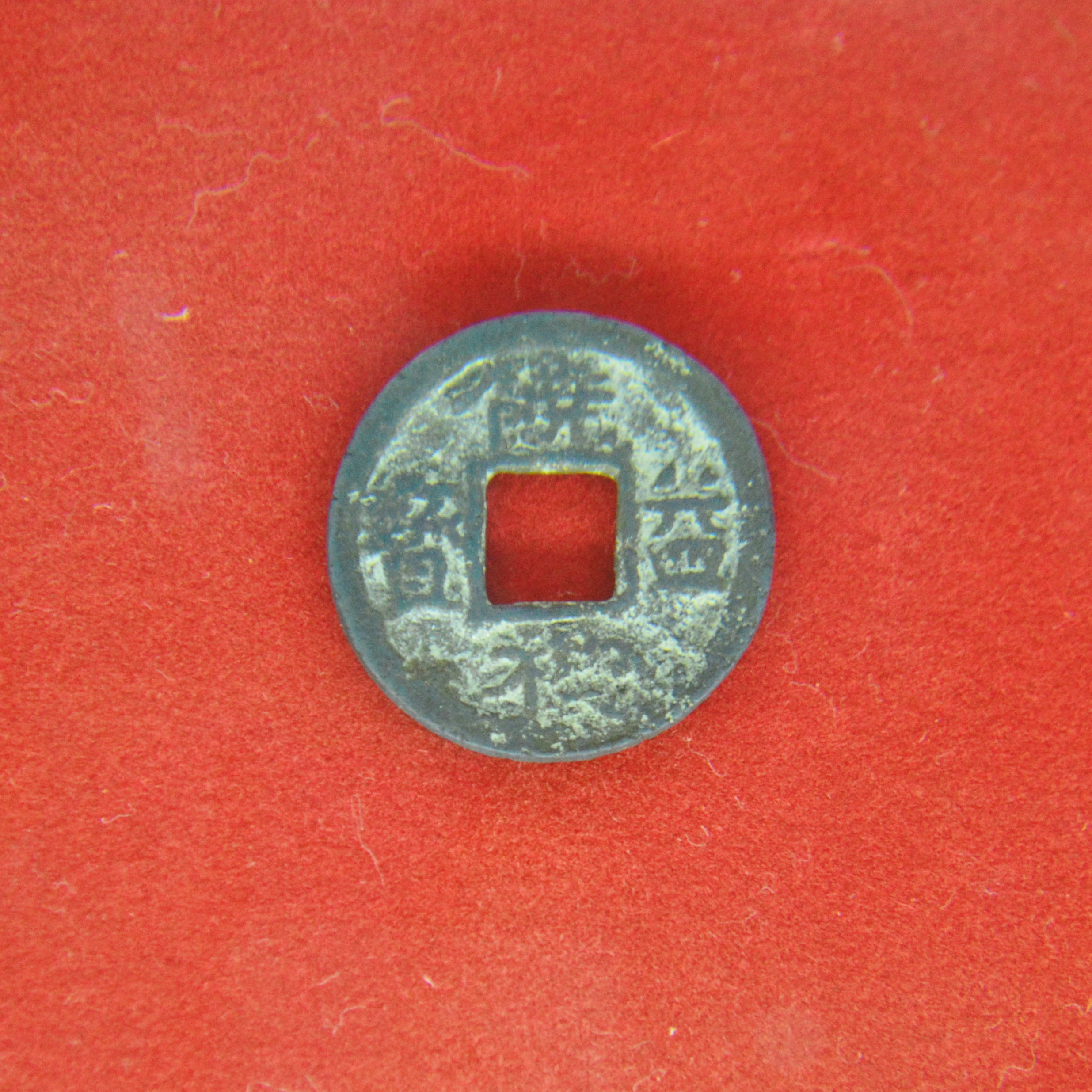
明日香村埋蔵文化財展示室展示品

饒益神宝（正体字：饒益神寳、じょうえきしんぽう／ニョウヤクしんぽう）は、859年（貞観元年）4月から、日本で鋳造、発行された銭貨（『三代実録』）。皇朝十二銭の8番目に発行された貨種である。

## 始鋳と流通
独立行政法人造幣局の資料によると、饒益神宝の始鋳年は貞観元年（859年）、材質は銅、量目2.55g、直径17.4-21.0mm、銅分63.00%である。ただ、皇朝十二銭のうち平安遷都後の9貨種は質の低下により文字が不鮮明になるなど安定していない。
『日本三代実録』によると饒益神宝は清和天皇の時代の貞観元年（859年）4月28日に発行された。「饒益」は通常「じょうえき」と読み、これは「物が豊かなこと」を意味する語だが、仏教用語においては「饒益」を「ニョウヤク」と読み、これは「物を与えること」を意味する。
『日本三代実録』巻二
貞観7年（865年）には文字が不全であったり銭貨が欠けていることを理由とする撰銭に関する記録が残る。日本国内における撰銭の最古の記録がこの饒益神宝の流通時であり、『日本三代実録』の貞観7年（865年）6月10日条には新銭の文字が頗る不明瞭であっても使用に支障が無ければ撰銭することを禁止する詔が出されたことが記されている。
『日本三代実録』巻十一
鋳造期間が11年と短く、皇朝銭の出土記録の総計1万2千枚余りのうち、饒益神宝の出土は76枚で銅銭としては最も少ない。そのため饒益神宝は最も現存数が少ない平安銭貨とされる。